# Armand Doria

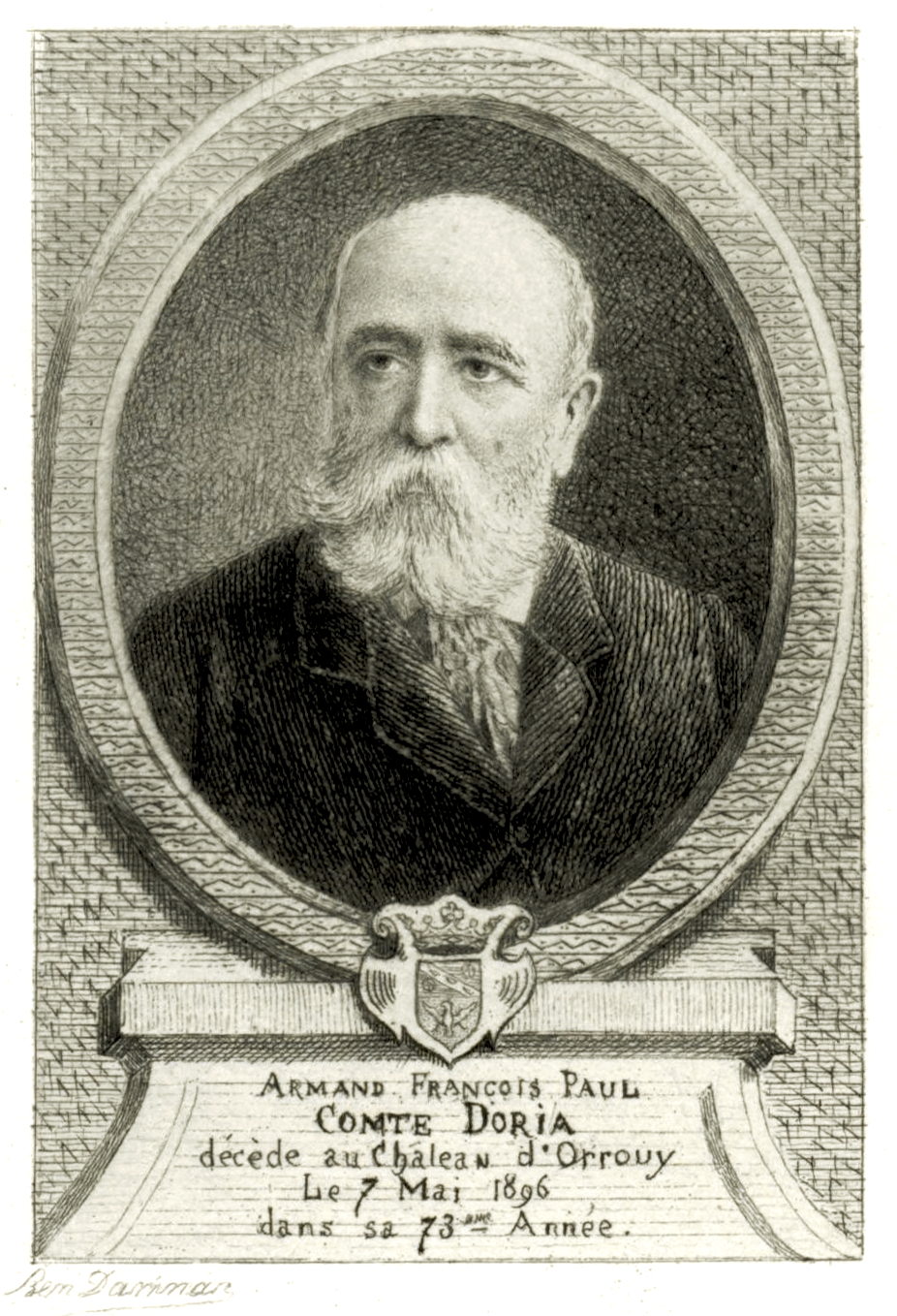
Armand Doria im Alter von 73 Jahren

Armand François Paul Desfriches, Comte Doria (geboren am 24. April 1824 in Paris; gestorben am 7. Mai 1896 in Orrouy) war ein französischer Kunstsammler und Kommunalpolitiker. Er gehörte zu den frühesten Sammlern der Werke des französischen Impressionismus.

## Leben
Die Familie Doria gehört zum alten französischen Adel und verfügte über größeren Landbesitz. Die Eltern von Armand Doria waren der Marquis Stanislas Philippe Henri Doria und seine Frau Pauline Mélanie Louise, geborene Bignon. Sein älterer Bruder Arthur erbte den Titel Marquis, Armand Doria trug den Titel eines Comte. Stammsitz der Familie war das Chateau de Cayeux in Cayeux-en-Santerre.

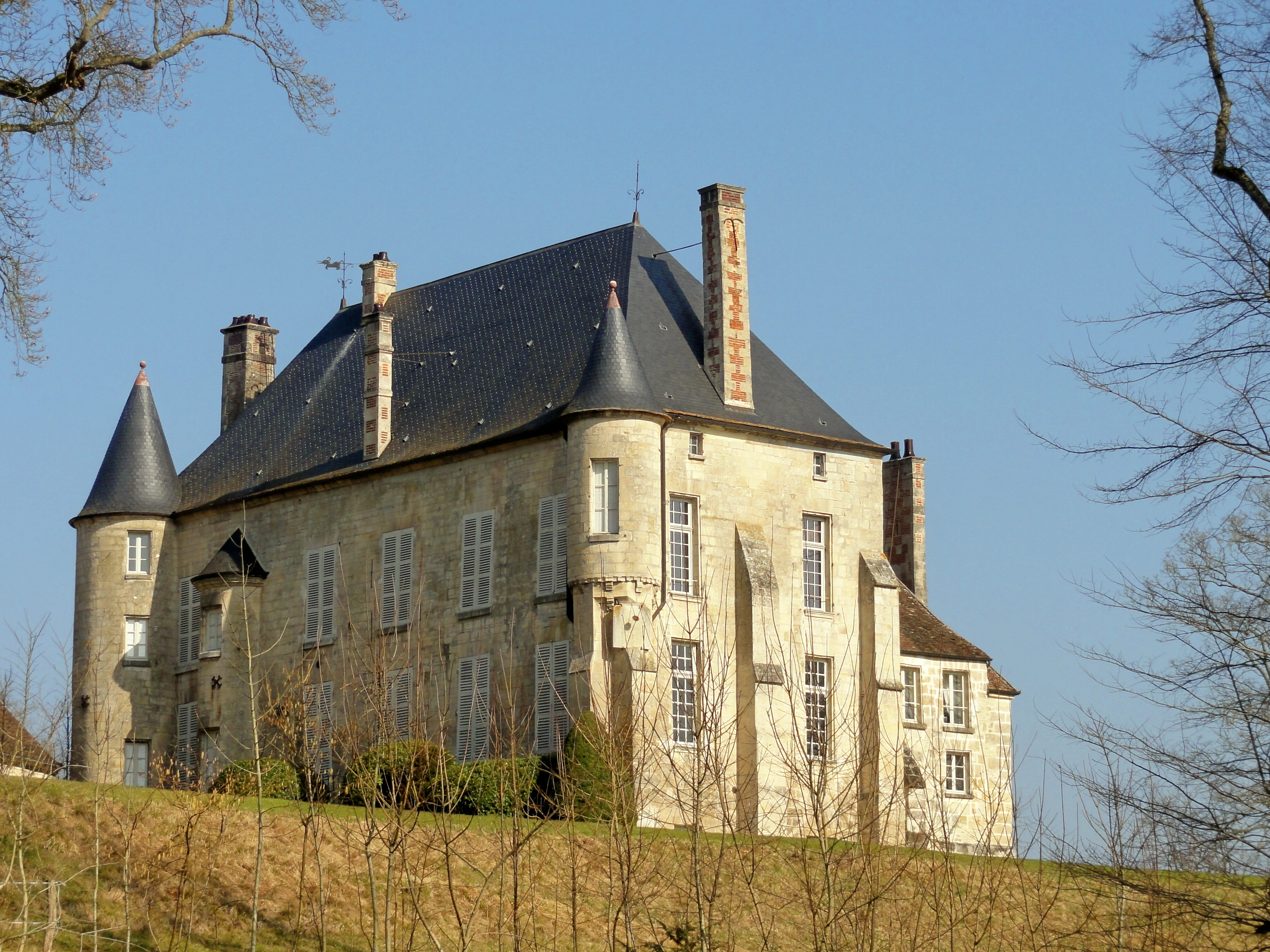
Château d’Orrouy, Landsitz von Armand Doria

Armand Doria heiratete am 30. Juni 1851 Marie-Berthe de Villiers, die bereits 1855 verstarb. Aus dieser Ehe stammen zwei Kinder. Die Tochter Marie-Luce wurde nur 20 Jahre alt, der Sohn François (1853–1935) erbte den Titel Comte und baute später, wie der Vater, eine Kunstsammlung auf. Armand Doria bewohnte in Paris eine Wohnung in der Rue de la Perle im Marais-Viertel und lebte auf dem Land im von den Großeltern geerbten Château d’Orrouy in der Gemeinde Orrouy im Département Oise. Armand Doria fungierte mehrere Jahrzehnte als Bürgermeister von Orrouy.

## Kunstsammlung
Armand Doria begann ab 1856 mit dem Aufbau einer Kunstsammlung, die später etwa 7.000 Werke umfasste. Nach seinem Tod wurde die Sammlung im Mai 1899 in der Galerie von Georges Petit in Paris für rund eine Million Franc versteigert. Doria hatte überwiegend Werke von zeitgenössischen Künstlern erworben. Diese kaufte er auf Versteigerungen im Hôtel Drouot, bei Kunsthändlern wie Paul Durand-Ruel oder direkt von den Künstlern.
Zu Beginn erwarb Doria vor allem Werke von Jean-Baptiste Camille Corot, von dem er 69 Gemälde und 77 Zeichnungen besaß. Hierunter befanden sich beispielsweise die Ölbilder Die römische Campagna mit dem Claudischen Aquädukt (National Gallery, London) oder Blick auf Olevano (Kimbell Art Museum, Fort Worth). Weitere frühe Erwerbungen stammten von Malern wie Johan Barthold Jongkind, Philippe Rousseau und Charles-François Daubigny. Von Honoré Daumier gab es in der Sammlung Doria das Gemälde Der Troubadour (Cleveland Museum of Art) und eine Version des Motivs Ein Wagen der Dritten Klasse (National Gallery of Canada, Ottawa). Von Eugène Delacroix besaß Doria das Gemälde Frauenkopf mit rotem Turban (Bristol Museum and Art Gallery), von Jean-François Millet das Bild La tricoteuse (Musée d’Orsay, Paris). Hinzu kamen Bilder von Künstlern wie Adolphe-Félix Cals, Gustave Colin, Stanislas Lépine, Victor Vignon und Eugène Boudin, sowie Skulpturen von Antoine-Louis Barye.
Besondere Bedeutung erlangte Armand Doria als früher Sammler der Werke des Impressionismus. Kurz nach der 1874 in den Räumen des Fotografen Nadar gezeigten ersten Gruppenausstellung der Impressionisten kaufte Doria von Paul Cézanne das Gemälde Das Haus des gehängten Mannes, Auvers (Musée d’Orsay, Paris). Er war damit der erste Käufer eines Cézanne-Gemäldes überhaupt und einer der wenigen Sammler, der unmittelbar nach der Ausstellung eines der gezeigten Werke erwarb. Vom selben Künstler erstand er später das Bild Schneeschmelze in Fontainebleau (Museum of Modern Art, New York). Auf der zweiten Gruppenausstellung der Impressionisten im Jahr 1876 kaufte Doria drei Gemälde von Pierre-Auguste Renoir, von dem sich später zehn Werke in der Sammlung befanden. Hierzu gehörten beispielsweise die Gemälde Sitzende Frau/La Pensée (Barber Institute of Fine Arts, Birmingham), Le Grands Boulevards (Philadelphia Museum of Art) und Glaïeuls dans une vase (Privatsammlung). Von Édouard Manet gab es in der Sammlung die Damenbildnisse Femme à l’epingle d’or  (Privatsammlung) und Junge Frau mit Pelerine (Musée des Beaux-Arts, Lyon), von Claude Monet eine Ansicht der Seine mit Booten mit dem Titel Péniches à Asnières (Privatsammlung) und von Alfred Sisley die Winterlandschaft La neige à Louveciennes (Musée d’Orsay, Paris). Hinzu kamen von Edgar Degas das Gemälde Tänzerin beim Fotografen (Puschkin-Museum, Moskau), von Berthe Morisot die Frauendarstellung Femme cousant (Buffalo AKG Art Museum, Buffalo), von Armand Guillaumin die Winterlandschaft Crozant, première neige (Privatsammlung) und von Camille Pissarro die Landschaftsansichten Le Potager du manoir d'Ango, Varengeville, soleil couchant und Matinée de printemps, Pontoise (beide Privatsammlung).

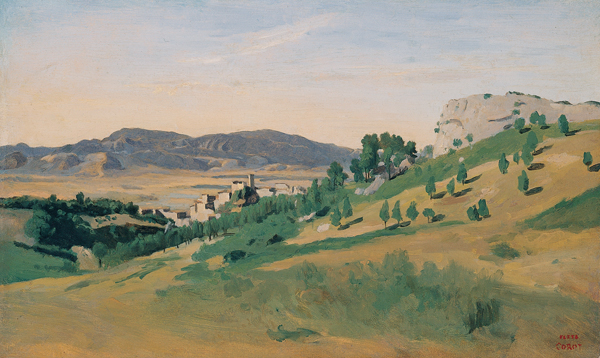
Jean-Baptiste-Camille Corot: Blick auf Olevano
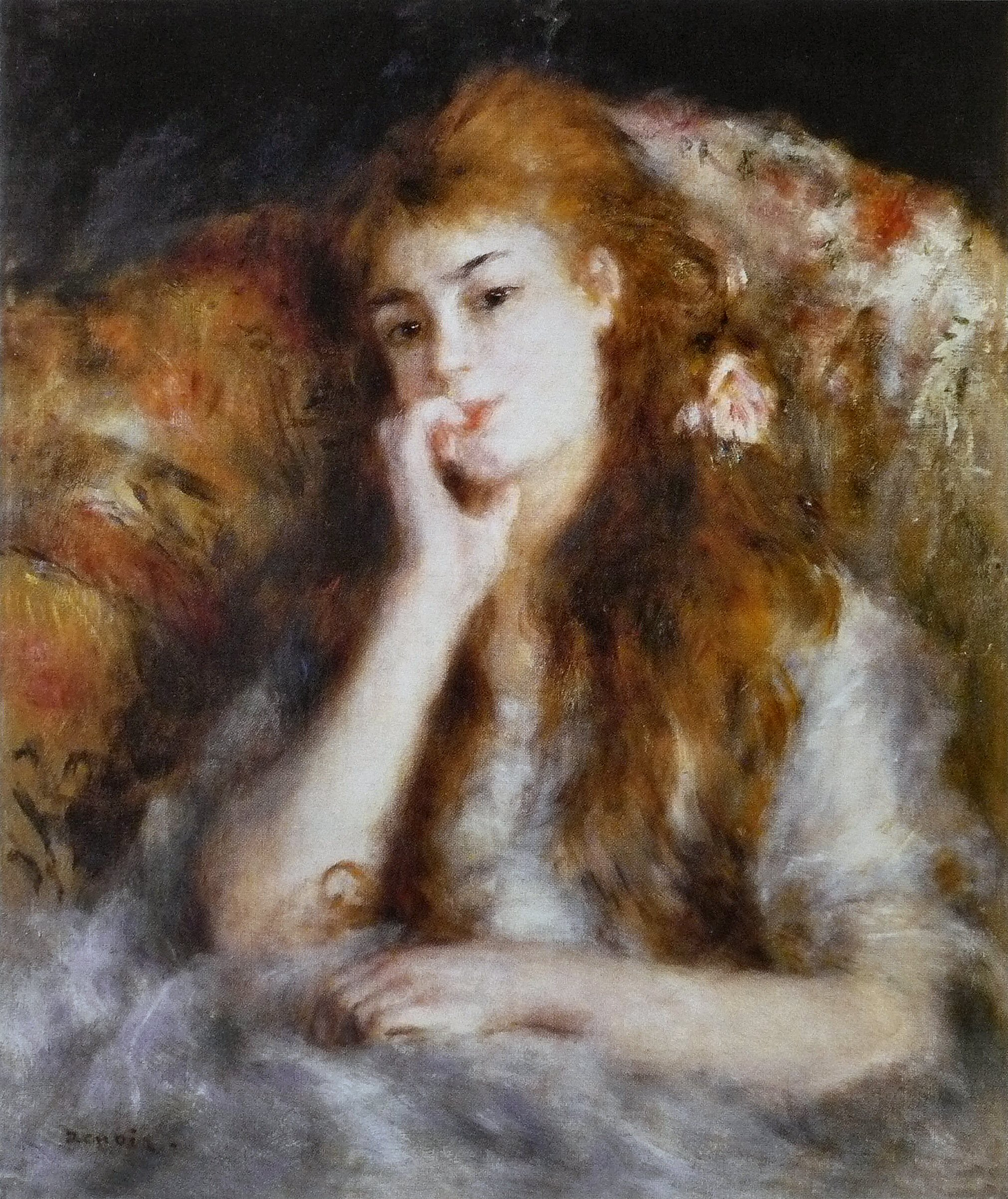
Pierre-Auguste Renoir: La Pensée
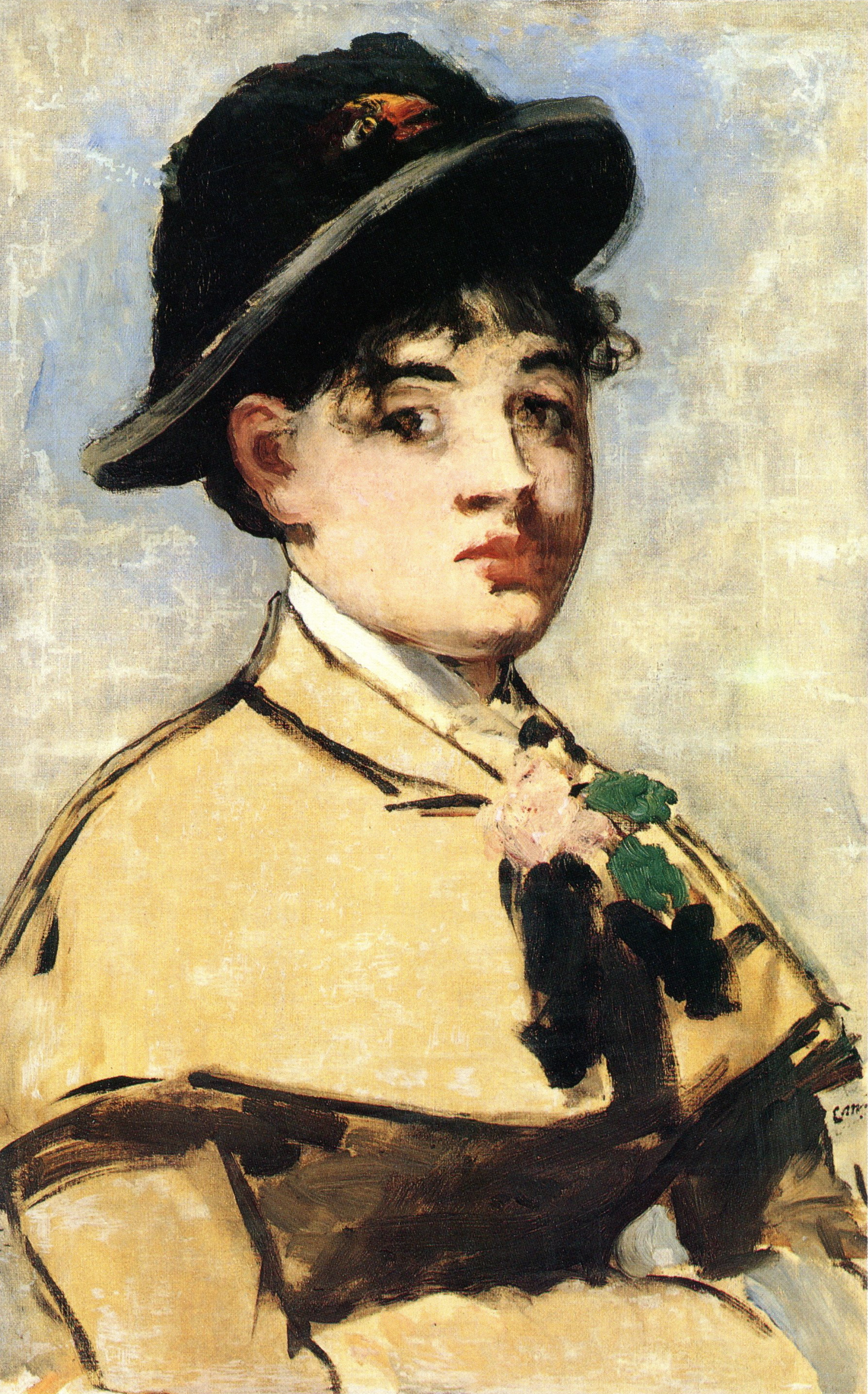
Édouard Manet: Junge Frau mit Pelerine
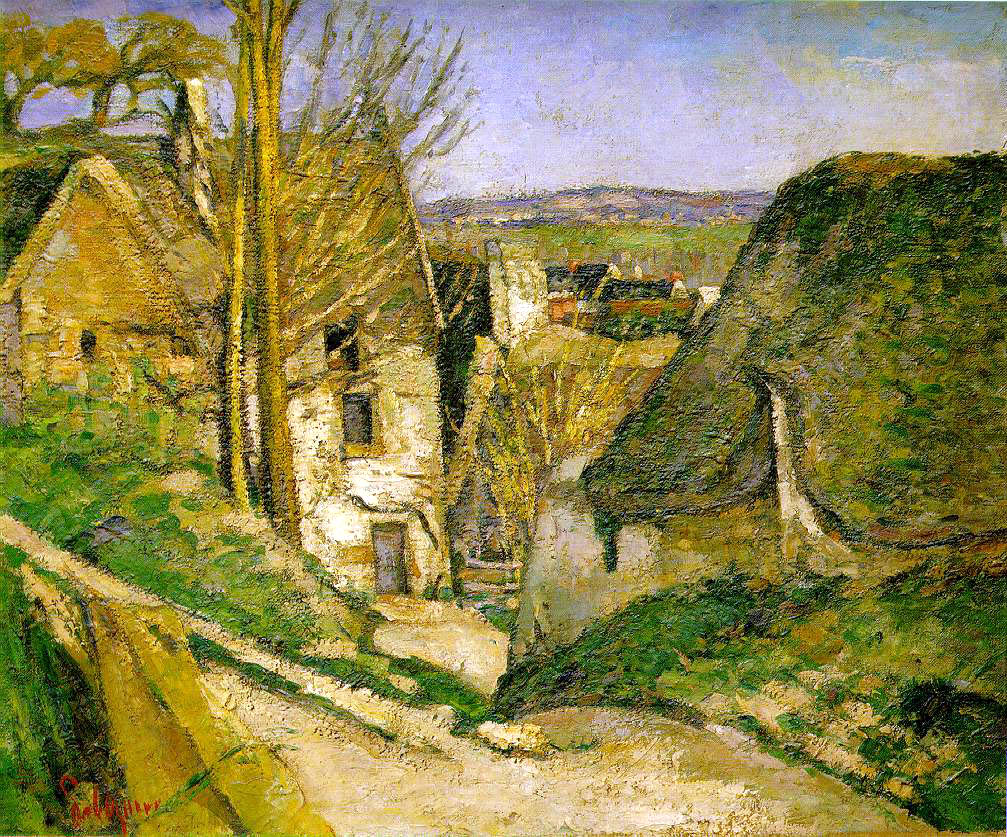
Paul Cézanne: Das Haus des Gehängten bei Auvers